# 奉安殿 (大石寺)
奉安殿（ほうあんでん）は、静岡県富士宮市の大石寺にある堂宇。
1955年（昭和30年）11月に第65世日淳の代に創価学会会長戸田城聖の寄進により建立された。本門戒壇之大御本尊が御安置されていた。奉安殿ができるまで本門戒壇の大御本尊は御宝蔵に秘蔵されていたが、御宝蔵から奉安殿へ、そして1972年（昭和47年）に正本堂へ移された。その後、準宝物を保管する場所として用いられ屋内の一部を使って宝物を陳列し参詣信徒らに公開する宝物館として機能していた時期もある。
1958年（昭和33年）3月の大講堂落成法要終了後に行われた記念登山会の折、本門戒壇の大御本尊が特別に奉安殿から大講堂に遷座され、登山会終了後に再び奉安殿に遷座された。
1998年（平成10年）に正本堂は解体され、この平成10年から同14年まで、拡張・改築された奉安殿に本門戒壇の大御本尊が安置されていた。なお2002年（平成14年）以降は大御本尊は正本堂跡地に建設された現在の奉安堂に安置された。
現在、2006年（平成18年）11月から御影堂改修工事に伴い、工事終了までの間、御影堂安置の本尊と日蓮の御影像を遷座して仮御影堂として使用している。
1階部分は下駄箱で2階部分が広大な礼拝場となっている。